# Vincent Matthews (calciatore)
Vincent Matthews (Oxford, 14 gennaio 1886 – 15 novembre 1950) è stato un calciatore inglese di ruolo centrocampista.

## Carriera
Con la Nazionale inglese ha disputato 2 incontri, entrambi nel 1928.